# Petar Škuletić
Petar Škuletić, né le 29 juin 1990 à Danilovgrad en Yougoslavie (auj. au Monténégro), est un footballeur international serbe évoluant au poste d'attaquant.

## Biographie
Petar Škuletić fait ses débuts en Ligue des champions avec le Partizan Belgrade lors de l'année 2014. Il inscrit deux buts face au club bulgare du Ludogorets Razgrad lors du troisième tour préliminaire de cette compétition.
Le 31 mai 2017 il signe au Gençlerbirliği SK.
Le 13 juin 2018, il signe au Montpellier HSC, il rejoint le club héraultais librement en provenance du championnat turc. Ensuite l'attaquant serbe est prêté du côté de la Turquie, à Sivasspor . Lors de son prêt, il ne jouera que 7 matchs pour seulement 128 minutes de jeu. Le buteur serbe est alors libéré par le Montpellier HSC le 31 août 2021.
Le 14 septembre 2021, quinze jours après son départ de la Ligue 1, Petar Škulelić s'engage avec le Sabah FC pour deux saisons. A peine plus d'un mois après son arrivée, le serbe et le club azéri décident d'une résiliation de contrat.
Le 11 janvier 2022, Skuletic signe au FK TSC, évoluant en première division serbe. 

### Palmarès
Avec le Lokomotiv Moscou
- Vainqueur de la Coupe de Russie en 2015 et 2017